# Middletown (Ohio)
Pour les articles homonymes, voir Middletown.
Middletown est une ville de l’État de l'Ohio, aux États-Unis. La commune compte 51 605 habitants en l’an 2000. 

## Dans la culture populaire
Dans son livre Hillbilly Élégie, succès de librairie en 2017, J. D. Vance raconte l'effondrement de Middletown, depuis l'âge d'or industriel des années 1980 avec des commerces pleins et une vie urbaine prospère, jusqu'aux années 2010, où la ville se vide, avec des ouvriers blancs au chômage dans des quartiers en décrépitude et un sentiment d'abandon par rapport au pouvoir politique.